# Ráckeve
Ráckeve (Servisch: Kovin , Duits: Rautzenmarkt )   is een plaats (város) en gemeente in het Hongaarse comitaat Pest, ten zuiden van Boedapest. Ráckeve telt 9574 inwoners (2007).

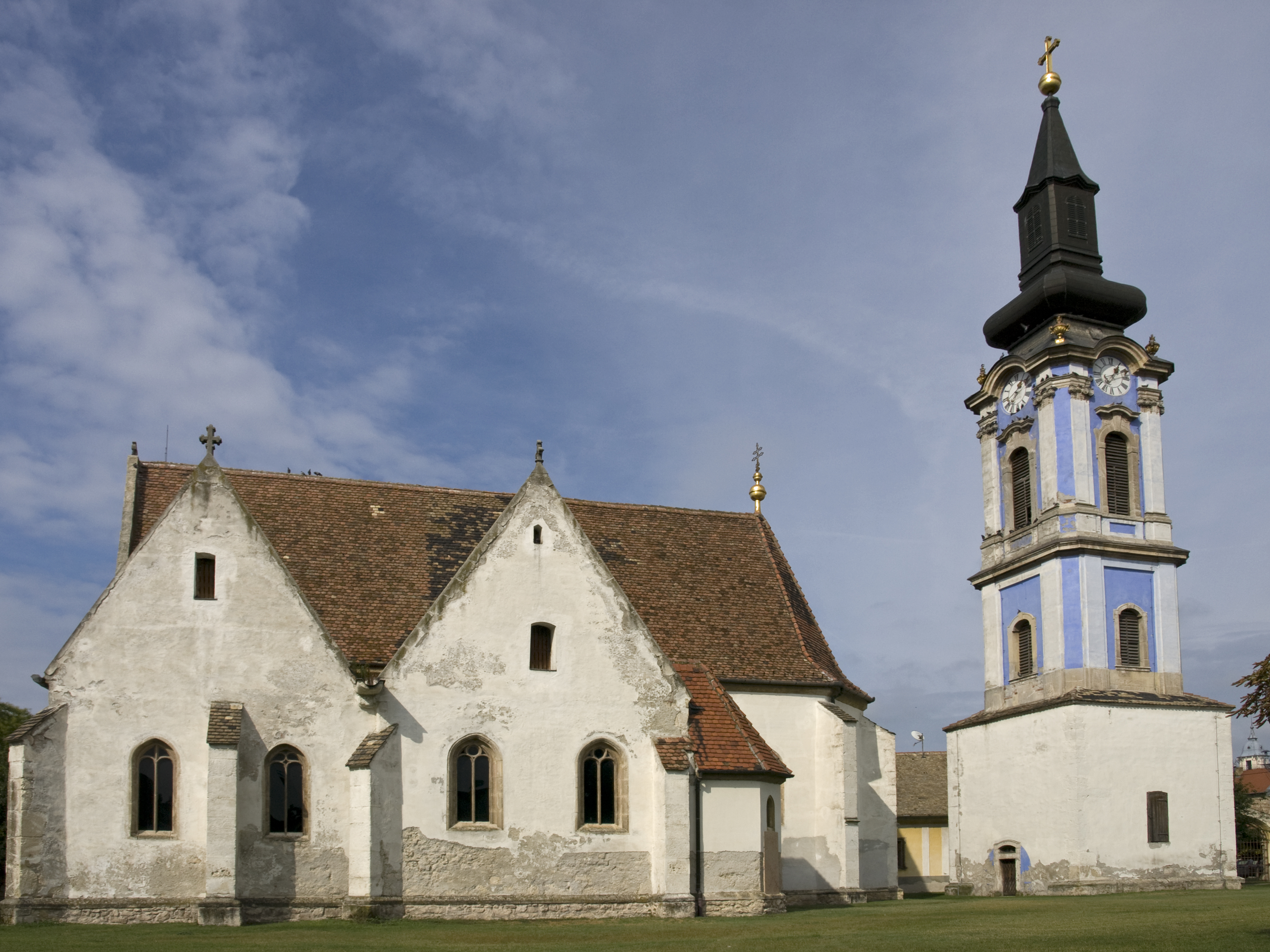
Servisch-orthodoxe kerk